# Prace (powiat Brno)

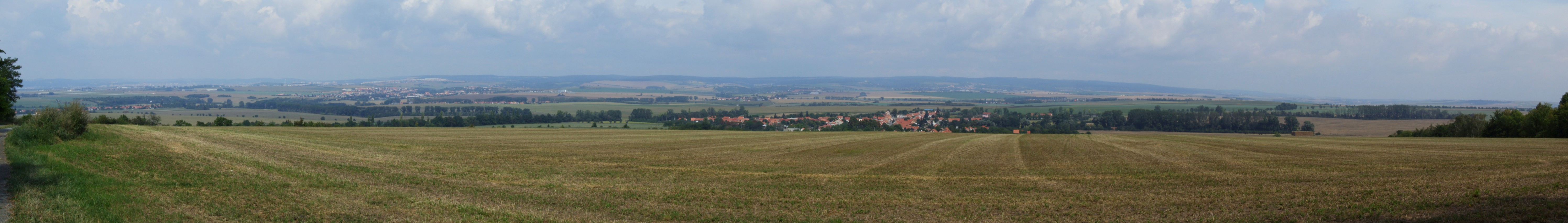
Panorama z Prackiego kopca – w centrum zdjęcia wieś Prace

Prace (niem. Pratzen) – wieś gminna na Morawach, w powiecie Brno-venkov, w kraju południowomorawskim. Położona jest 12 kilometrów na południowy wschód od centrum Brna. W 2006 Prace zamieszkiwało 887 osób.
Pierwsza pisemna wzmianka pochodzi z roku 1368. W czasie swojego istnienia wieś była kilkukrotnie niszczona – podczas wojny trzydziestoletniej zburzeniu uległo 25 domów, a w 1663 podczas potyczki z Tatarami ocalał tylko kościół i jeden dom.
W 1805 w jej okolicy doszło do bitwy pod Austerlitz. W 1938 w Pracach miał miejsce wypadek lotniczy (zginęły 2 osoby), natomiast w 1951 w wyniku wybuchu miny przeciwpiechotnej pochodzącej z okresu II wojny światowej zginęło 7 osób.
Najważniejszym zabytkiem jest rzymskokatolicki kościół Podwyższenia św. Krzyża. Oprócz niego w Pracach i okolicy znajduje się kilka pomników oraz rzeźb – najbardziej znanym jest Pomnik Pokoju na Wzgórzu Prackim, upamiętniający poległych w bitwie w 1805.